# Carlo Damasco
Carlo Damasco (ur. 3 września 1972 w Torre del Greco) – włoski międzynarodowy sędzia rugby union. Sędziował w krajowych i europejskich rozgrywkach ligowych i pucharowych, a także w meczach reprezentacyjnych.
Grał na pozycji łącznika młyna, otrzymał powołanie do U-19, a sędziować rozpoczął w wieku 21 lat.
W krajowych rozgrywkach sędziował ligę i Puchar Włoch, w tym ich finały. Prowadził też mecze w ligach Pro12 i Top 14, zaś na arenie międzynarodowej mecze Pucharu Heinekena i European Challenge Cup, w tym finał European Shield w roku 2005. Był najbardziej doświadczonym arbitrem w rozgrywkach ECC – wziął udział w 45 spotkaniach, z czego 36 jako główny arbiter.
Doświadczenie w rozgrywkach reprezentacyjnych zbierał sędziując mistrzostwa świata U-19 w 2002, 2003 i 2004, a także mistrzostwa świata U-21 w 2005, znajdował się także w panelu arbitrów na mistrzostwa świata juniorów w 2009 i 2011.
W 2007 roku został pierwszym włoskim zawodowym arbitrem. Sędziował rozgrywki IRB Sevens World Series w sezonach 2006/2007, 2007/2008 i 2008/2009, następnie został wytypowany w gronie arbitrów Pucharu Świata 2009. W rugby piętnastoosobowym prowadził spotkania w Pucharze Narodów Europy, Pucharze Narodów Pacyfiku 2008 czy Churchill Cup 2010. Dwukrotnie wyznaczany był do sędziowania w Pucharze Świata – w 2007 jako sędzia liniowy, a w 2011 jako telewizyjny.
W rolach sędziego liniowego i telewizyjnego wykorzystywany był także w Pucharze Trzech i Sześciu Narodów, a także innych testmeczach.